# Episymploce karnyi
Episymploce karnyi är en kackerlacksart som beskrevs av Karlis Princis 1969. Episymploce karnyi ingår i släktet Episymploce och familjen småkackerlackor.
Artens utbredningsområde är Taiwan. Inga underarter finns listade i Catalogue of Life.